# Circuito Brasil de Futebol de Areia

O Circuito Brasil de Futebol de Areia foi o novo modelo de torneio nacional brasileiro organizado pela Confederação de Beach Soccer do Brasil (CBSB), iniciado a partir da Temporada 2022/23.

## História
Anteriormente ao Circuito Brasil, houve torneios nacionais com as disputas do Campeonato Brasileiro de Futebol de Areia disputado primeiro em 2012 e depois entre 2017 e 2022, e a Copa Brasil de Futebol de Areia disputada entre 2011 e 2018]], ambos os formatos de competição apenas no masculino.
Ao final da 1ª Temporada, o Sampaio Corrêa foi o campeão no masculino e o Flamengo foi no feminino. Na 2ª Temporada, a 1ª Fase da competição foi dividida em 4 etapas: Nordeste Cup, Sudeste Cup, Torneio Rio-São Paulo e Sul Cup. Os vencedores das etapas se enfrentaram numa Fase Final, que teve ao Flamengo como o campeão no masculino e ao São Pedro como o campeão no feminino.